# Кернаја
Кернаја (алб. Kërrnajë) је насељено место у општини Тропоја у округу Кукеш, Албанија. Према попису из 1989. године било је 692 становника.
Кернаја су једно од насеља племена Гаши.